# Petr Ježek
Petr Ježek (* 28. März 1965 in Prag) ist ein tschechischer Politiker der Partei ANO 2011.

## Leben
Ježek ist seit 2014 Abgeordneter im Europäischen Parlament. Dort ist er Vorsitzender der Delegation für die Beziehungen zu Japan und Mitglied in der Konferenz der Delegationsvorsitze und im Ausschuss für Wirtschaft und Währung.
2020 wurde ihm der japanische mittlere Orden der Aufgehenden Sonne am Band verliehen.